# Orthographisches Wörterbuch

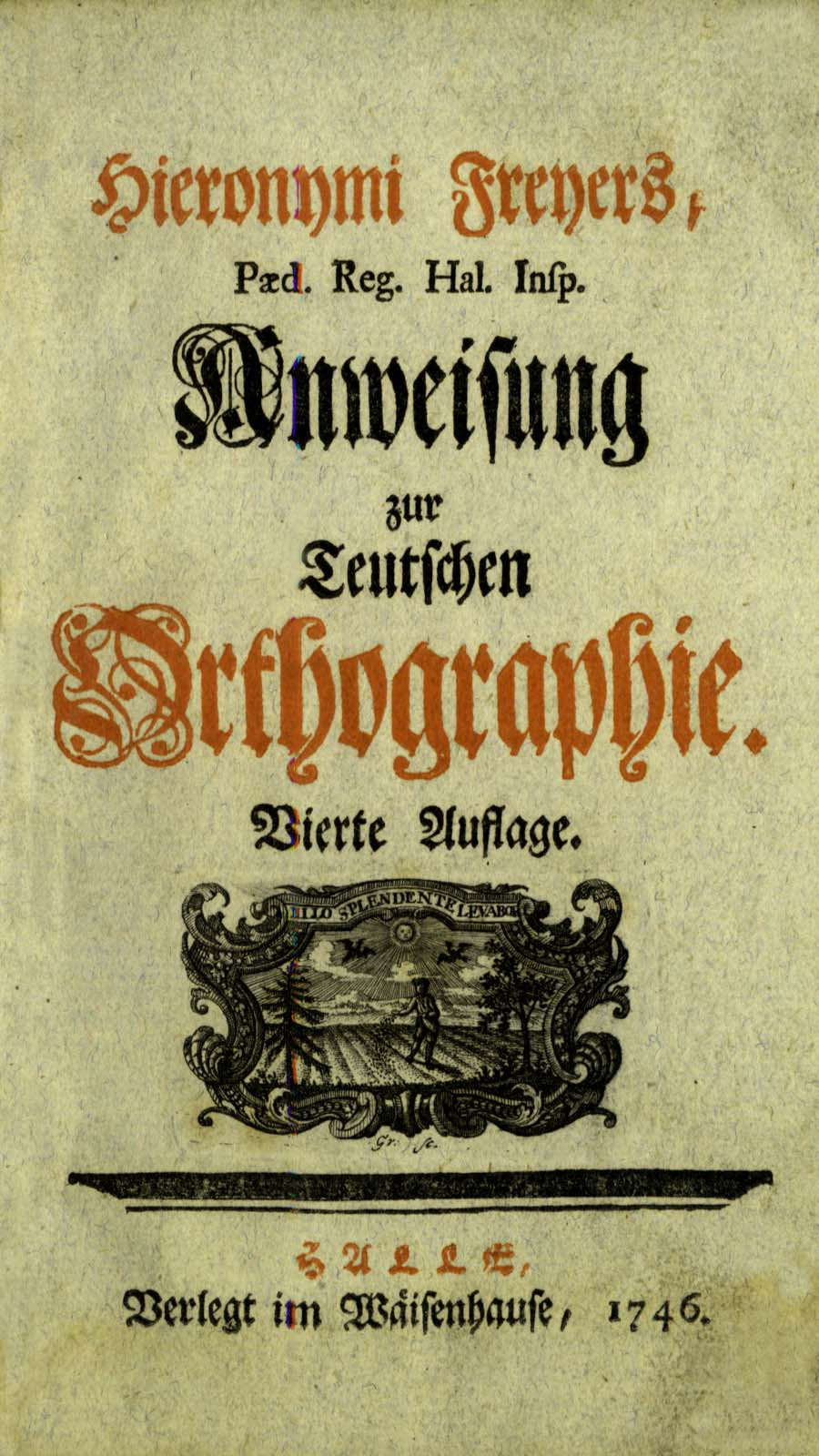
Orthographie 1746

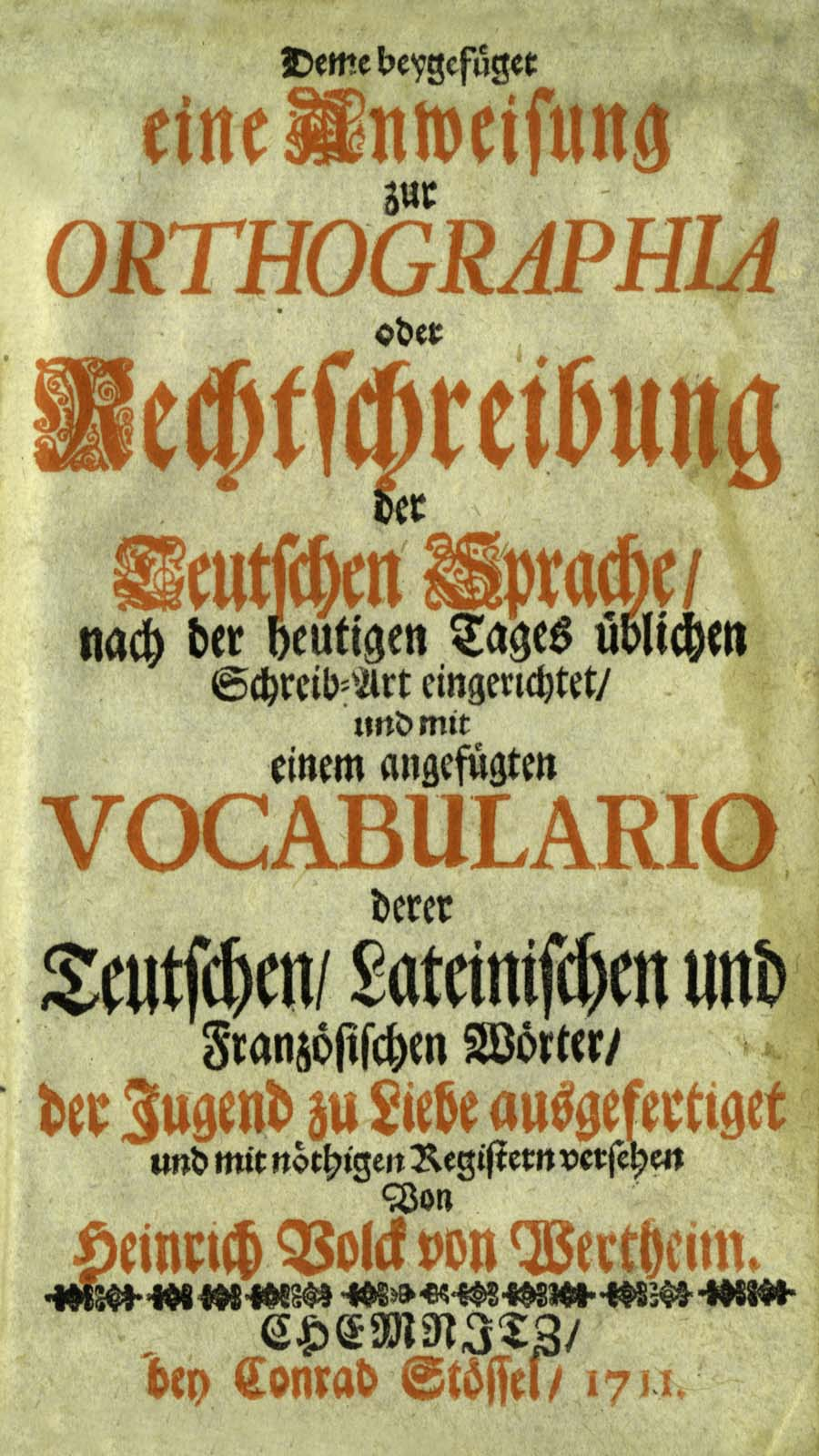
ORTHOGRAPHIA 1711

Ein orthographisches Wörterbuch (auch orthografisches Wörterbuch, Rechtschreibwörterbuch oder Wörterbuch der Rechtschreibung) gehört zu den informationstyporientierten Wörterbüchern und liefert im engsten Sinn nur die Information, wie sich ein Wort schreibt. Oft aber sind einzelne oder alle Wörter mit zusätzlichen Informationen versehen oder es ist das ganze Wörterbuch mit einem Regel- oder Lehrwerk verbunden, aus dem die Schreibweise der Wörter hergeleitet wird.

## Benennung
Ob sich ein Werk orthographisches Wörterbuch nennt oder einen anderen Titel mit einem Hinweis auf die orthographische Nützlichkeit führt, liegt im Ermessen des Verfassers oder Herausgebers, denn letztlich lässt sich aus jedem Wörterbuch in Erfahrung bringen, wie sich die dort vorhandenen Wörter schreiben. Ein Wörterbuch ist aber umso eher als orthographisches zu bezeichnen, je weniger zusätzliche Informationen gegeben werden, als für die Schreibweise eines Wortes erforderlich sind.

## Abgrenzung
Die orthographischen Wörterbücher sind einerseits abzugrenzen gegen andere Wörterbücher und andererseits gegen Lehr- oder Regelwerke der Rechtschreibung, die kein Wörterverzeichnis enthalten. Auch Grammatiken, die in einem Kapitel über Rechtschreibung ein Wörterverzeichnis enthalten, werden dadurch nicht zu einem orthographischen Wörterbuch. Grenzfälle sind die amtlichen Regelwerke für die Rechtschreibung. Sie enthalten zwar orthographische Wörterverzeichnisse, aber diese Verzeichnisse beschränken sich auf eine gewisse Anzahl von Wörtern und zweifelhafte Fälle und streben keine Vollständigkeit an wie ein Wörterbuch.

## Umfang
Die kleinsten Werke haben weniger als 30 Seiten Umfang. Das größte orthographische Wörterbuch „ohne Zusatzinformationen“ war der Buchdruckerduden von Konrad Duden in der zweiten Auflage von 1907, der 393 vierspaltige Seiten hatte.

## Geschichte

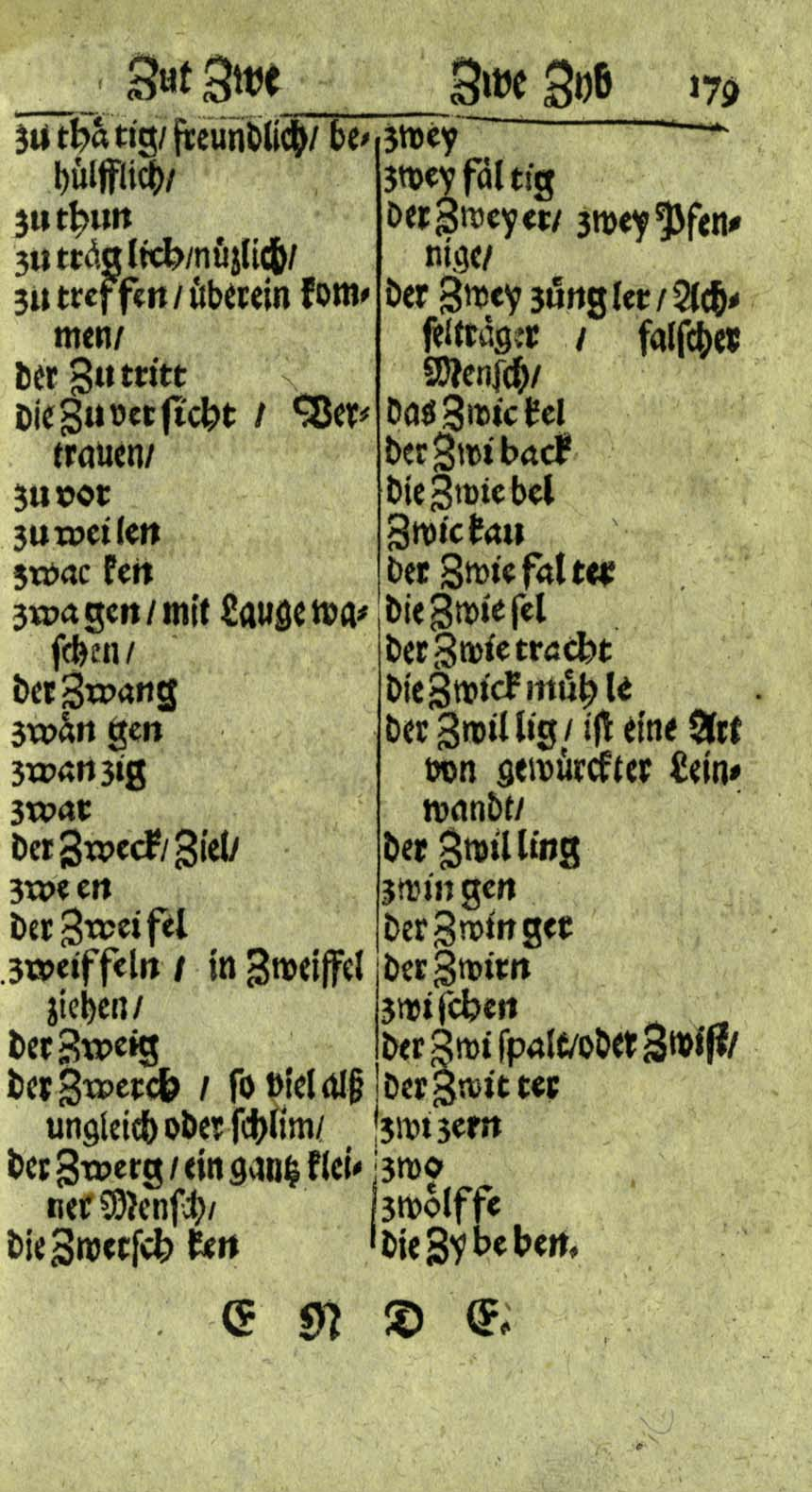
Heinrich Volck von Wertheim 1711

### 18. Jahrhundert
1711 erscheint eine Anweisung zur ORTHOGRAPHIA oder Rechtschreibung der Teutschen Sprache/ nach der heutigen Tages üblichen Schreib-Art eingerichtet/ und mit einem angefügten VOCABULARIO der Teutschen/ Lateinischen und Französischen Wörter/ der Jugend zu Liebe ausgefertiget und mit nöthigen Registern versehen Von Heinrich Volck von Wertheim. CHEMNITZ/ bey Conrad Stössel/ 1711. Dieses Werk ist ein orthographisches und ein Fremdwörterbuch. Der orthographische Teil hat 179 Seiten zu 2 Spalten und es werden über die Schreibung hinaus so gut wie keine Erläuterungen gegeben.

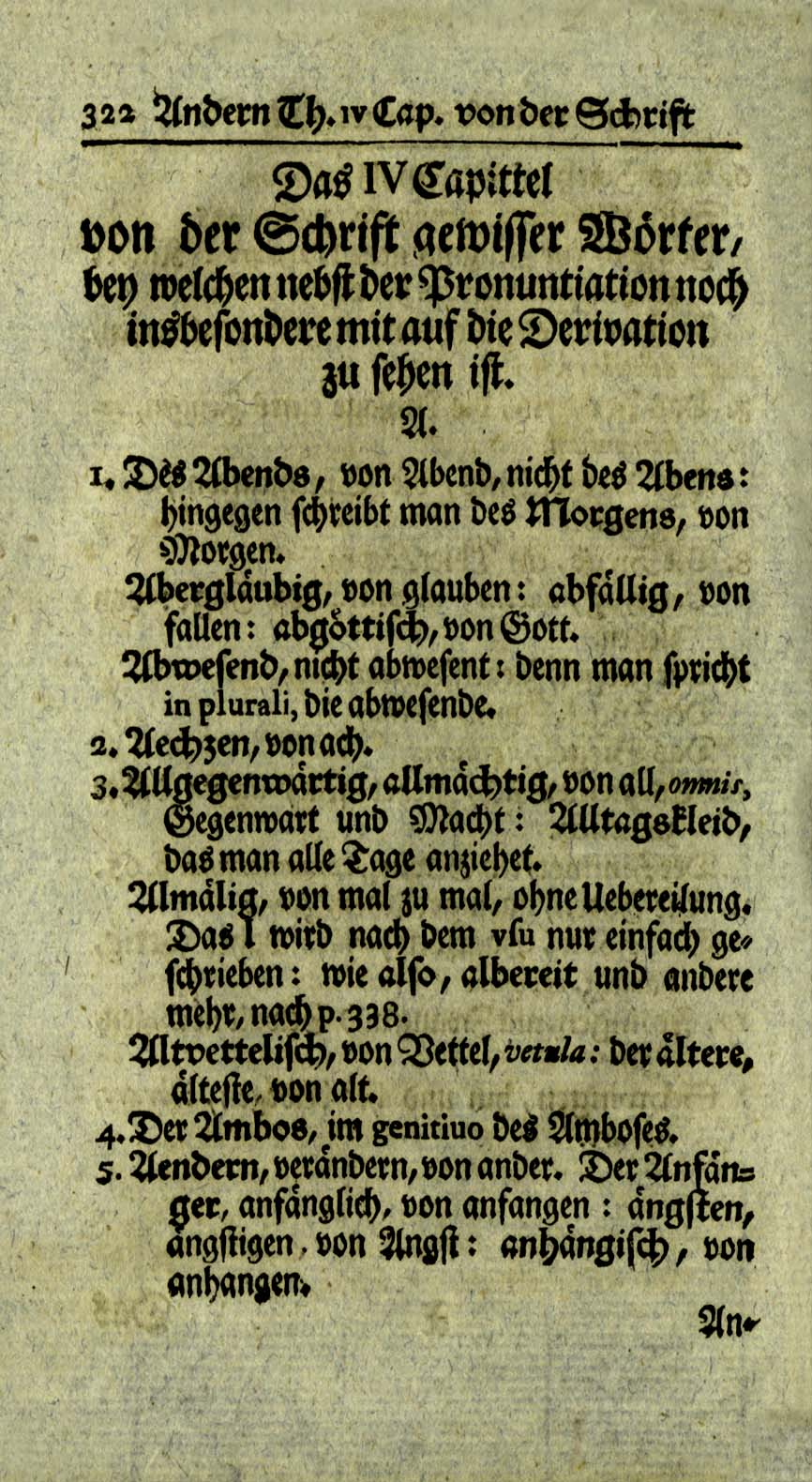
Hieronymus Freyer 1746

1722 erscheint Hieronymus Freyers Anweisung zur Teutschen Orthographie. Das Werk hat zwei Teile: Der Anweisung zur Teutschen Orthographie Erster Theil von der Regel und Richtschnur recht zu schreiben und Der Anweisung zur Teutschen Orthographie Anderer Theil von dem Gebrauch der angewiesenen Regel und Richtschnur recht zu schreiben. Der zweite Teil hat 192 Seiten, auf denen in sieben Kapiteln einspaltig Wörter in der im ersten Teil entwickelten Schreibweise mit Erläuterungen aufgelistet sind.
1748 erscheint Johann Christoph Gottscheds Grundlegung einer Deutschen Sprachkunst. Der Titel des V. Hauptstück im I. Theil lautet Orthographisches Verzeichniß gewisser zweifelhafter Wörter. Das Verzeichnis hat 51 Seiten, ist einspaltig und gibt lateinische Erläuterungen.
1764 erscheint Ignaz von Weitenauers Orthographisches Lexikon.
1788 erscheint Johann Christoph Adelungs Kleines Woerterbuch für die Aussprache, Orthographie, Biegung und Ableitung als der zweyte Theil der vollstaendigen Anweisung zur Deutschen Orthographie.
1796 erscheinen Joseph Wismayrs Grundsätze der deutschen Sprache. Der zweite Teil heißt Rechtschreiblehre und hat einen Anhang Verzeichniß der vorzüglichsten gleich- oder ähnlich- lautenden Wörter der hochdeutschen Sprache, mit Beyspielen und Bemerkungen, wie dieselben in jedem Falle geschrieben werden müssen. Der Anhang hat 98 Seiten, ist einspaltig und gibt zu den Wörtern keine Erklärungen, sondern kurze Beispielsätze für jedes Wort, z. B. Biene – die Biene sammelt Honig.

### 19. Jahrhundert

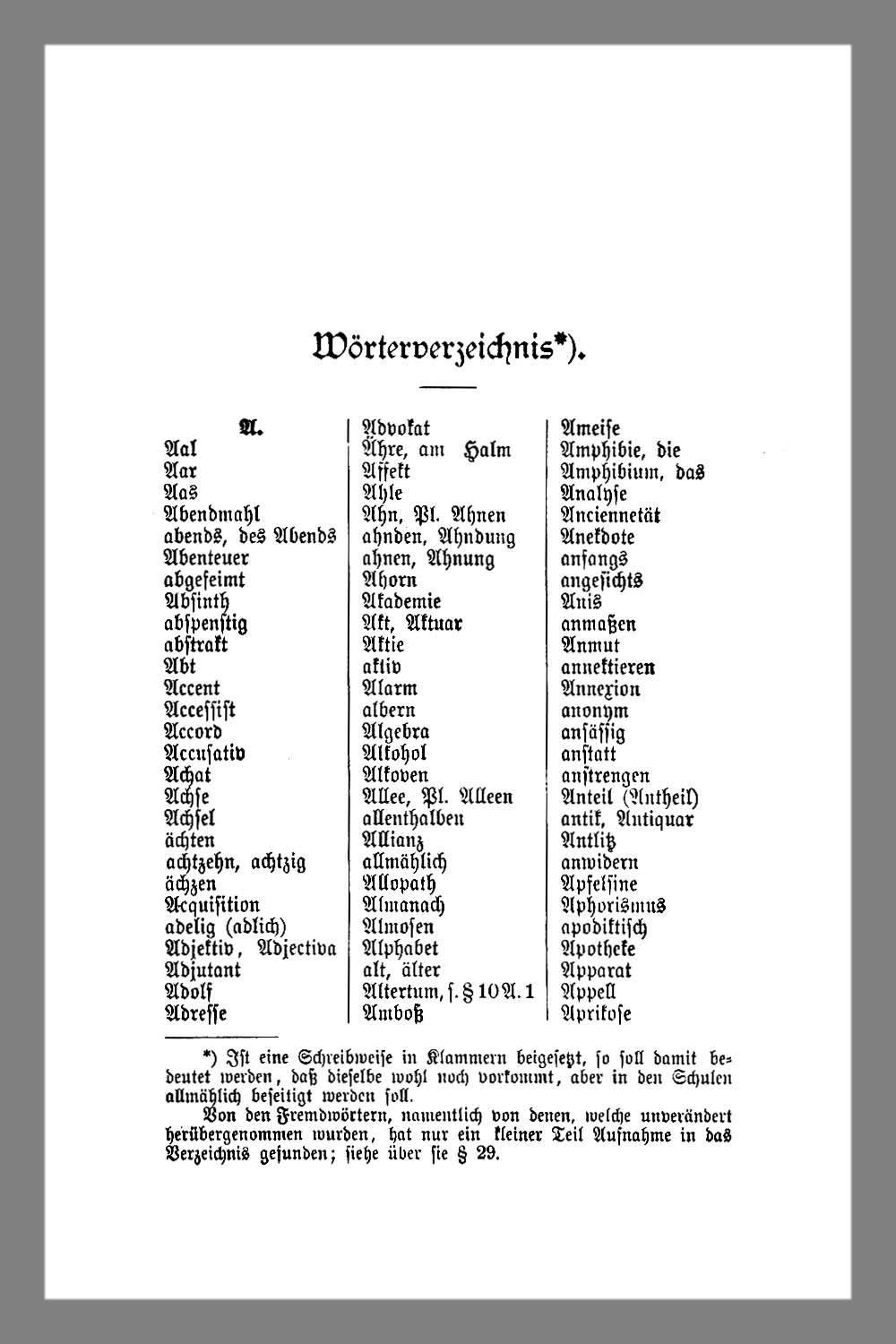
Bayerisches orthographisches Wörterverzeichnis 1879 (Königreich Bayern)

1841 erscheint Johann Karl Christoph Vogels Schulwörterbuch der deutschen Sprache. Mit besonderer Rücksicht auf Erleichterung und Förderung der Orthographie. Das Buch hat 586 zweispaltige Seiten.
Ab 1855 erscheinen orthographische Wörterverzeichnisse für den Gebrauch in Schulen, 1855 in Hannover, 1857 in Leipzig und 1870 in Berlin.
1861 erscheint in Württemberg das erste amtliche orthographische Wörterverzeichnis für den Gebrauch in Schulen.
1875 erscheint Daniel Sanders’ Orthographisches Wörterbuch oder alphabetisches Verzeichnis aller deutschen oder im Deutschen eingebürgerten Wörter mit schwieriger oder fraglicher Schreibweise in endgültiger Feststellung.
1879 erscheint in Österreich ein amtliches orthographisches Wörterverzeichnis.
Ab 1879 erscheinen amtliche orthographische Wörterverzeichnisse für den Gebrauch in Schulen auch in Bayern, Preußen und Baden.
1880 erscheint Konrad Dudens Vollständiges Orthographisches Wörterbuch der deutschen Sprache und 1881 sein Orthographischer Wegweiser, ein orthographisches Wörterbuch „für die Hosentasche“. 1882 erscheint sein Vollständiges Orthographisches Wörterbuch für die Schule.

### 20. Jahrhundert

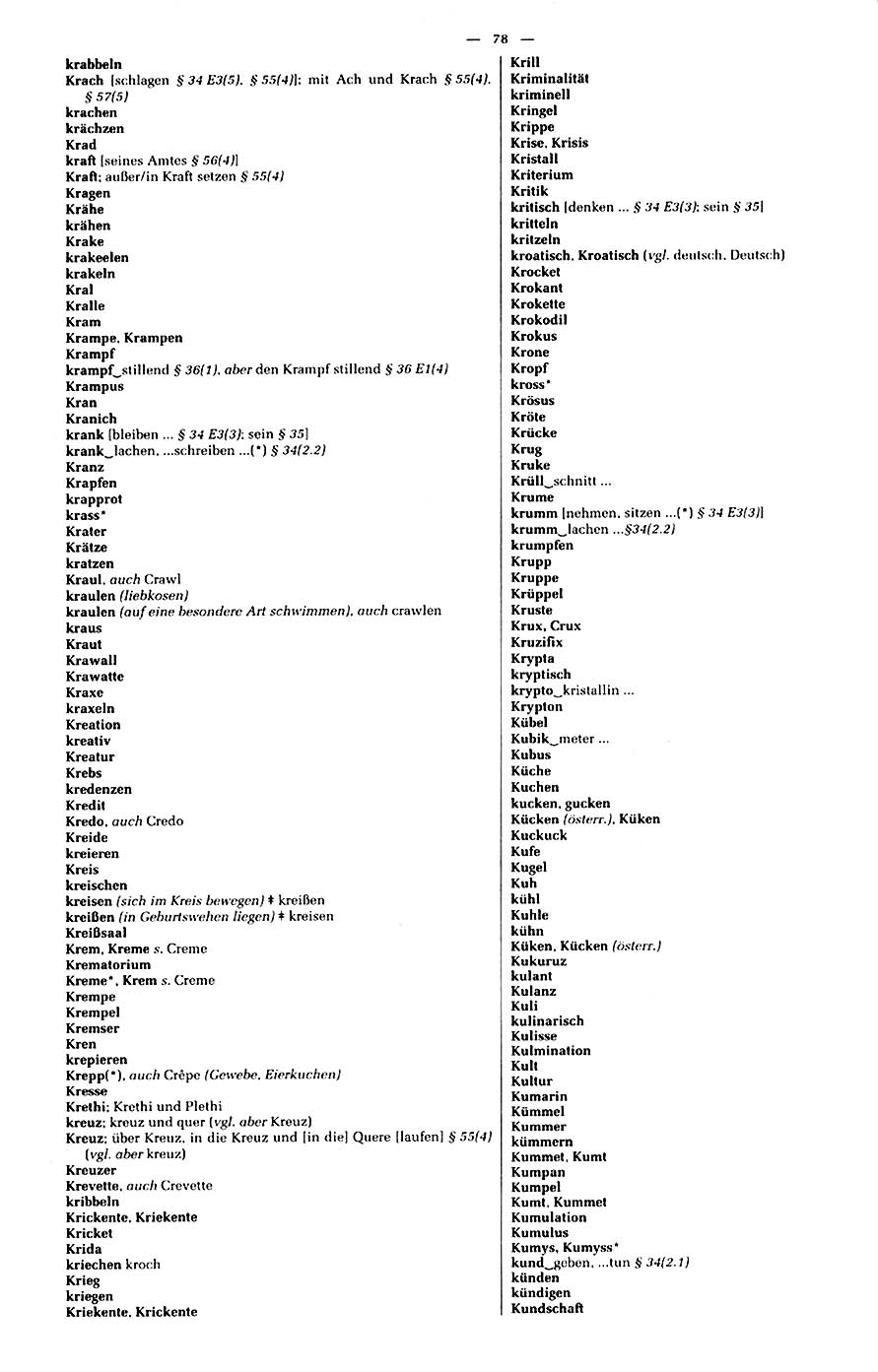
Deutsches orthographisches Wörterverzeichnis 1996 (Bundesrepublik Deutschland)

1900 erscheint von Dudens Vollständigem Orthographischen Wörterbuch bereits die sechste Auflage.
Ab 1902 erscheinen in den deutschen Bundesstaaten vereinheitlichte orthographische Wörterverzeichnisse. Die orthographischen Wörterbücher richten sich seitdem ausschließlich nach den vereinheitlichten Regeln und Wörterverzeichnissen.
1902 erscheint Karl Erbes Wörterbuch der deutschen Rechtschreibung.
1902 erhält Konrad Dudens Wörterbuch als 7. Auflage den Titel Orthographisches Wörterbuch der deutschen Sprache und es erscheint in der Reihe Meyers Volksbücher sein Orthographisches Wörterverzeichnis.
1903 erscheint Konrad Dudens Rechtschreibung der Buchdruckereien deutscher Sprache („Buchdruckerduden“), weil sich die Buchdruckervereine Deutschlands, Österreichs und der Schweiz über die große Zahl von Wahlmöglichkeiten zwischen Schreibweisen beklagt haben. Der Buchdruckerduden enthält deshalb für jedes Wort genau eine Schreibweise.
1903 wird auch das Wörterbuch für eine deutsche Einheitsschreibung von Otto Garrazin veröffentlicht.
1904 erscheint Heinrich Klenz' Wörterbuch nach der neuen deutschen Rechtschreibung.
1915 erhält Konrad Dudens Wörterbuch als 9. Auflage den Titel Duden, Rechtschreibung der deutschen Sprache und der Fremdwörter.
1927 erscheint die sechste und letzte Auflage von Karl Erbes Wörterbuch der deutschen Rechtschreibung.
1929 erscheint die 10. Auflage des Duden unter dem Titel Der große Duden. Rechtschreibung der deutschen Sprache und der Fremdwörter.
1930 erscheint Wilhelm Edes Wörterbuch der Rechtschreibung.
1941 erscheint Hans Stanglmaiers A bis Z Wörterbuch und Regelverzeichnis.
Ab 1942 erscheinen alle orthographischen Wörterbücher wie alle anderen Druckwerke in Antiqua (siehe Antiqua-Fraktur-Streit).
Zwischen 1946 und 1949 erscheinen in den alliierten Besatzungszonen aufgrund privater oder gewerkschaftlicher Initiative orthographische Wörterverzeichnisse, die sich an den amtlichen Vorkriegsverzeichnissen orientieren. Die Ausgaben werden nach 1949 fortgesetzt.
1947 erscheint die erste Nachkriegsauflage des Duden in Leipzig.
1955 erscheint der Duden auch in Mannheim. Er erhält 1956 von der Kultusministerkonferenz das Privileg, in Zweifelsfragen verbindlich zu sein. Von 1956 bis 1996 kämpfen die Konkurrenzverleger von orthographischen Wörterbüchern erfolglos gegen dieses Privileg.
Ab 1996 sind alle orthographischen Wörterbücher gleichberechtigt. Wegen der Abweichungen der Wörterbücher untereinander erhitzt sich besonders an diesem Punkt die allgemeine Diskussion.

## Gegenwart
Gegenwärtig gibt es eine große Zahl konkurrierender orthographischer Wörterbücher, die durch eine besondere Darstellung oder zusätzliche Informationen zu jedem Wort ihren Marktanteil zu vergrößern versuchen. In der Schreibweise der Wörter unterscheiden sie sich teilweise, da sie unterschiedliche Rechtschreibregeln zugrunde legen oder diese unterschiedlich auslegen. Sie lassen sich jedoch in zwei Kategorien unterteilen: diejenigen, die angeben, sich an das aktuelle, von der Kultusministerkonferenz angenommene Regelwerk (amtliche Regeln) zu halten, und die, bei denen dies nicht der Fall ist. Für die Verwendung an Schulen werden nur diejenigen Rechtschreibwörterbücher zugelassen, die angeben, sich an die amtlichen Regeln zu halten.

## Orthographische Wörterbücher (Auswahl)

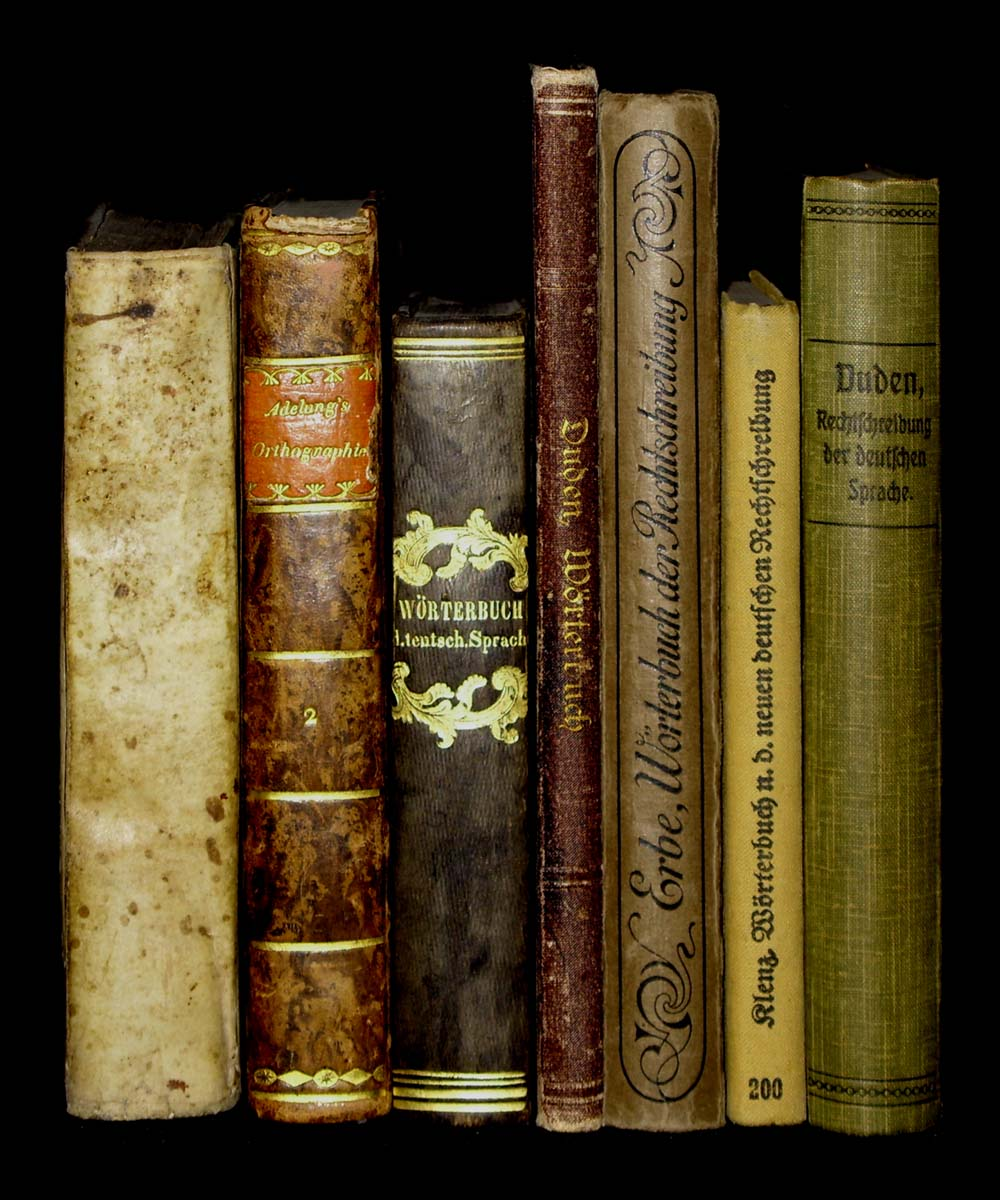
Einige orthographische Wörterbücher von 1711 bis 1915

- Heinrich Volck von Wertheim: Anweisung zur ORTHOGRAPHIA oder Rechtschreibung der Deutschen Sprache. Chemnitz 1711.
- Hieronymus Freyer: Anweisung zur Teutschen Orthographie [Seite 219–413]. Halle 1722.
- Johann Christoph Gottsched: Grundlegung einer Deutschen Sprachkunst [Seite 65–115] Leipzig 1748.
- Ignaz von Weitenauer: Orthographisches Lexikon. Augsburg und Freiburg 1764.
- Johann Christoph Adelung: Kleines Woerterbuch für die Aussprache, Orthographie, Biegung und Ableitung als der zweyte Theil der vollstaendigen Anweisung zur Deutschen Orthographie. Leipzig 1788.
- Joseph Wismayr: Grundsätze der deutschen Sprache [Seite 177–276]. Salzburg 1796.
- J. F. Schnakenburg: Orthographisches Wörterbuch der gesamten älteren und neueren Geographie. Leipzig 1835.
- Johann Karl Christoph Vogel: Schulwörterbuch der deutschen Sprache. Mit besonderer Rücksicht auf Erleichterung und Förderung der Orthographie. Leipzig 1841.
- Daniel Sanders: Orthographisches Wörterbuch. Leipzig 1875.
- Konrad Duden: Vollständiges Orthographisches Wörterbuch der deutschen Sprache. Leipzig 1880.
- Konrad Duden: Orthographischer Wegweiser. Leipzig 1881.
- Konrad Duden: Vollständiges Orthographisches Wörterbuch für die Schule. Leipzig 1882.
- Konrad Duden: Orthographisches Wörterbuch der deutschen Sprache. Leipzig 1902
- Karl Erbe: Wörterbuch der deutschen Rechtschreibung. Stuttgart, Berlin, Leipzig 1902.
- Konrad Duden: Orthographisches Wörterverzeichnis. Leipzig o. J. [1902]
- August Vogel: Ausführliches grammatisch-orthographisches Nachschlagebuch der deutschen Sprache mit Einschluß der gebräuchlicheren Fremdwörter, Angabe der schwierigeren Silbentrennungen und der Interpunktionsregeln. Zum täglichen Gebrauch für jedermann. Nach der neuesten Orthographie von 1902. Berlin 1903.
- Konrad Duden: Rechtschreibung der Buchdruckereien deutscher Sprache. Leipzig 1903.
- Heinrich Klenz: Wörterbuch nach der neuen deutschen Rechtschreibung. Leipzig 1904.
- J. Ernst Wülfing, Alfred C. Schmidt: Duden, Rechtschreibung der deutschen Sprache und der Fremdwörter. Leipzig 1915.
- Theodor Matthias: Der große Duden. Rechtschreibung der deutschen Sprache und der Fremdwörter. Leipzig 1929.
- Wilhelm Ede: Wörterbuch der Rechtschreibung. Elberfeld 1930.
- Georg Wolff: Wörterbuch zum Nachschlagen für Rechtschreibung, Sprachrichtigkeit und Wortkunde. Langensalza o. J. [ca. 1930].
- Hans Stanglmaier: A bis Z Wörterbuch und Regelverzeichnis. München und Berlin 1941.
- Ausschuß der Gewerkschaft für Lehrer und Erzieher im FDGB: Regeln für die deutsche Rechtschreibung nebst Wörterverzeichnis und Beispielen zur Zeichensetzung. Berlin und Leipzig 1946.
- Horst Klien: Duden. Rechtschreibung der deutschen Sprache und der Fremdwörter. Leipzig 1947.
- Ausschuß der Gewerkschaft der Lehrer und Erzieher im FDGB: Deutsche Rechtschreibung. Regeln und Wörterverzeichnis. Berlin/ Leipzig 1948.
- Otto Basler: Deutsche Rechtschreibung. Regeln und Wörterverzeichnis. München 1948.
- Wilhelm Schradi: Regeln für die deutsche Rechtschreibung [mit orthographischem Wörterverzeichnis]. Stuttgart 1949.
- Lutz Mackensen: Deutsche Rechtschreibung. Gütersloh 1954.
- Arthur Busse: Langenscheidts Deutsches Wörterbuch. Rechtschreibung und Grammatik. Berlin 1955.
- Dudenredaktion: Duden Rechtschreibung der deutschen Sprache und der Fremdwörter. Wiesbaden 1955.
- Deutsche Rechtschreibung. Regeln und Wörterverzeichnis. Amtliche Regelung. Düsseldorf 1996, ISBN 3-931795-06-3.
- Serges Medien: Wörterbuch der Rechtschreibung. Köln 1999.
- Dudenredaktion: Duden. Die deutsche Rechtschreibung. Das umfassende Standardwerk auf der Grundlage der neuen amtlichen Rechtschreibregeln. Bibliographisches Institut & F. A. Brockhaus AG, Mannheim [u. a.] 2006, ISBN 3-411-04014-9.
- WAHRIG Die deutsche Rechtschreibung mit CD-ROM. Gütersloh/ München 2008, ISBN 978-3-577-07570-1.
- Für Österreich: Österreichisches Wörterbuch

## Französisch
Im französischen Sprachraum existieren drei Typen von Orthographiewörterbüchern. Der buchende Typ begnügt sich mit der alphabetischen Auflistung möglichst vieler Wörter, zu denen Mindestangaben hinzugesetzt werden (Wortart, Pluralform, Konjugation, Abkürzungsauflösung, gegebenenfalls Ausspracheangaben und Variantenverweise). Zu diesem Typ gehören Vérifiez votre orthographe 2020 und Jouette 1980.
Wegen der im Französischen bedeutenden Spanne zwischen Orthographie und Aussprache bemühen sich Wörterbücher des zweiten Typs, von der Aussprache auszugehen und entweder mit Mitteln der Orthographie häufige Fehlschreibungen einzutragen (Demeyère 2016) oder in einem radikalen Verfahren alle Wörter in phonetischer Umschrift zu alphabetisieren (Taulelle 1989), was der Benutzerfreundlichkeit schadet.
Den seltenen Typ des historischen orthographischen Wörterbuchs verkörpert Catach 1995. Dieses Wörterbuch listet für jedes Wort die durch Wörterbuchvergleich festgestellten graphischen Varianten seit dem frühen 17. Jahrhundert auf.

### Orthographische Wörterbücher des Französischen (Auswahl)
- Nina Catach (Hrsg.): Dictionnaire historique de l'orthographe française. Larousse, Paris 1995, ISBN 2-03-340330-0.
- Jacques Demeyère: Le grand Eurêka ! Mon dictionnaire orthographique pour écrire tout seul. De Boeck, Brüssel 2016, ISBN 978-2-8041-9470-3.
- André Jouette: Dictionnaire d'orthographe et d'expression écrite. 6. Auflage. Le Robert, Paris 2008, ISBN 978-2-84902-237-5. (zuerst: Nathan, Paris 1980 unter dem Titel: Dictionnaire d'orthographe et de grammaire)
- Dominique Taulelle: Le Robert oral-écrit. L'orthographe par la phonétique. Le Robert, Paris 1989, ISBN 2-85036-070-8. (1299, phonetisch-alphabetisch geordnet)
- Vérifiez votre orthographe. (= Mini-Guides). Le Robert, Paris 2020, ISBN 978-2-321-01512-3. (72 000 mots pour écrire sans fautes !)